# Danny Gatton
Danny Gatton (4 septembre 1945 - 4 octobre 1994) est un guitariste américain de jazz, blues et rockabilly.

## Discographie partielle
- 1975 - American Music
- 1978 - Redneck Jazz
- 1987 - Unfinished Business
- 1990 - Blazing Telecasters (live 4/27/84)
- 1991 - 88 Elmira St.
- 1992 - New York Stories avec Joshua Redman, Roy Hargrove, Bobby Watson, et Franck Amsallem.
- 1993 - Cruisin' Deuces
- 1994 - Relentless (with Joey DeFrancesco)
- 1995 - Redneck Jazz Explosion (live 12/31/78)
- 1996 - The Humbler (with Robert Gordon)
- 1998 - In Concert 9/9/94
- 1998 - Untouchable
- 1998 - Portraits
- 1999 - Anthology
- 2004 - Funhouse (live 6/10-11/88)
- 2005 - Oh No! More Blazing Guitars (with Tom Principato (en))